# Nino Konis Santana
 (décembre 2023).
Si vous disposez d'ouvrages ou d'articles de référence ou si vous connaissez des sites web de qualité traitant du thème abordé ici, merci de compléter l'article en donnant les références utiles à sa vérifiabilité et en les liant à la section « Notes et références ».
Nino Konis Santana était un militant pour l'indépendance du Timor oriental qui a dirigé la milice FALINTIL entre avril 1993 et sa mort en mars 1998 pendant l'occupation indonésienne du Timor oriental. Il a succédé à Ma'huno Bulerek Karathayano après la capture de ce dernier en 1993. Santana est mort dans un accident après avoir été touché à la jambe lors d'une embuscade indonésienne. Il a été remplacé par Taur Matan Ruak.
Un parc national porte son nom.